# بايين محلة نركة (أملش الجنوبي)
بایین محلة نرکة (بالفارسية: پایین محله نرکه) هي قرية تقع في إيران في غيلان. يقدر عدد سكانها بـ 383 نسمة بحسب إحصاء 2016.